# 1877 en santé et médecine
| Années de la santé et de la médecine : 1874 - 1875 - 1876 - 1877 - 1878 - 1879 - 1880    |
| Décennies de la santé et de la médecine : 1840 - 1850 - 1860 - 1870 - 1880 - 1890 - 1900 |

Cet article présente les faits marquants de l'année 1877 en santé et médecine.

## Événements
- 29 avril : Louis Pasteur découvre le bacille de la maladie du charbon.
- 21 septembre : fondation à Genève, de la Croix-Bleue, association de lutte contre l'alcoolisme.
- Date indéterminée :
  - Joseph-Charles Taché reçoit le titre de docteur en médecine à 57 ans.

## Naissances
- 3 mai : Karl Abraham (mort en 1925), psychiatre et psychanalyste allemand.
- 19 novembre : André Corvington (mort en 1918), médecin et escrimeur olympique franco-haïtien.

## Décès
- 10 mars : Henri-Ferdinand Dolbeau (né en 1830), chirurgien.
- 9 septembre : Filippo Parlatore (né en 1816), médecin et botaniste italien.
- 25 septembre : Karl August Wunderlich (né en 1815), médecin allemand.